# Udetin
Udetin is een plaats in de gemeente Dvor in de Kroatische provincie Sisak-Moslavina. De plaats telt 76 inwoners (2001).